# نووایوانوفکا (شهرستان استرلیباشفسکی، باشقیرستان)
نووایوانوفکا (انگلیسی: Novoivanovka, Sterlibashevsky District, Republic of Bashkortostan) یک شهرک در شهرستان استرلیباشفسکی استان باشقیرستان کشور روسیه است.